# Nephele joiceyi
Nephele joiceyi är en fjärilsart som beskrevs av Clark 1923. Nephele joiceyi ingår i släktet Nephele och familjen svärmare. Inga underarter finns listade i Catalogue of Life.